# Charles Grandmougin
Charles-Jean Grandmougin (17 de janeiro de 1850, Vesoul - 28 de abril de 1930, Neuilly-sur-Seine) foi um poeta e dramaturgo francês. Ele morava em Paris. Dois de seus poemas apareceram no terceiro e último volume de 'Le Parnasse contemporain' (1876). Sua poesia foi composta como canções de compositores como Gabriel Fauré, Cécile Chaminade, Lili Boulanger, Gabriel Pierné e Georges Bizet. Ele era mais conhecido como libretista e tradutor de óperas e oratórios. Ele escreveu o libreto da ópera Hulda de César Franck, ambientada na Noruega do século XI, e baseada na peça Lame Hulda (1858) do escritor norueguês Bjørnstjerne Bjørnson. Ele também escreveu o libreto de La Vierge, um oratório de Jules Massenet.

## Obras
- Les Siestes, poésies (1874)
- Ode au colonel Denfert-Rochereau (1879)
- Nouvelles Poésies (1880)
- Souvenirs d’Anvers (1881)
- Orphée, drame antique en vers (1882)
- Caïn, drame biblique en vers
- Poèmes d’amour (1884)
- Rimes de combat (1886)
- À pleines voiles, poésies (1888)
- L’Enfant Jésus, mystère en 5 parties et en vers
- Le Christ (1892)
- L’Empereur, théâtre des Poètes (1893)
- De la Terre aux Étoiles, poésies (1897)
- Visions chrétiennes, récits en vers (1899)
- Le Réveillon, drame en un acte, en vers
- La Vouivre, poème franc-comtois
- Les Serfs du Jura, drame en vers
- Aryénis, drame en vers
- La Chanson du village
- Prométhée, drame antique (1878)
- Medjour, roman surnaturel
- Les Heures divines, poésies (1894)
- La Forêt mystérieuse, plaquette
- Le Naufrage de l’amour
- Contes d’aujourd’hui, en prose
- Terre de France, poésie
- Contes en prose
- Dernières Promenades (1910)